# نادي غوبيارا
نادي ديبورتيفو غوابيرا (بالإسبانية: Club Deportivo Guabirá) هو نادي كرة قدم بوليفي من مونتيرو ، سانتا كروز ، يلعب حاليًا في دوري الدرجة الأولى البوليفي . ملعبهم الرئيسي هو ملعب جيلبرتو بارادا، الذي يتسع لـ 18 ألف متفرج.